# 1895 au Nouveau-Brunswick
Chronologie du Nouveau-Brunswick
- 1891
- 1892
- 1893
- 1894
- 1895
- 1896
- 1897
- 1898
- 1899

Cette page concerne des événements d'actualité qui se sont produits durant l'année 1895 dans la province canadienne du Nouveau-Brunswick.

## Événements
- 19 juin : George Thomas Baird est nommé au Sénat du Canada.
- 5 août : le député conservateur fédéral de Westmorland Josiah Wood est nommé au Sénat du Canada.
- 24 août : le libéral-conservateur Henry Powell remporte l'élection partielle fédérale par acclamation de Westmorland à la suite de la nomination de Josiah Wood au Sénat.
- Octobre : 29e élection générale néo-brunswickoise.

## Naissances
- 14 avril : Armand Richard, député.
- 5 juillet : Frederic McGrand, sénateur.
- 23 août : Calixte Savoie, sénateur.
- 6 novembre : Joseph Leonard O'Brien, lieutenant-gouverneur du Nouveau-Brunswick.

## Décès
- 23 juin : Kennedy Francis Burns, député et sénateur.